# Plateros peregrinus
Plateros peregrinus är en skalbaggsart som beskrevs av Green 1953. Plateros peregrinus ingår i släktet Plateros och familjen rödvingebaggar. Inga underarter finns listade i Catalogue of Life.